# Heidi Diethelm Gerber
Pour les articles homonymes, voir Diethelm.
Heidi Diethelm Gerber, née le 20 mars 1969 à Münsterlingen, est une tireuse suisse. Spécialisée dans le tir au pistolet, elle est notamment championne d'Europe au tir à 25 mètres en 2011.
Elle remporte une médaille de bronze aux jeux olympiques de Rio en 2016.

## Biographie
Heidi Diethelm Gerber commence le tir par hasard à l'âge de 32 ans.

## Palmarès

### Jeux olympiques
- 29e au pistolet à 25 mètres en 2012
- 35e au pistolet à 10 mètres air comprimé en 2012
- 3e au pistolet à 25 mètres en 2016[1]

### Championnats d'Europe
- Championne d'Europe au tir au pistolet à 25 mètres en 2011[3]